# Djevojke iz visokog društva
Djevojke iz visokog društva (eng. Uptown Girls) je drama Boaza Yakina iz 2003.

## Glumačka postava
Brittany Murphy - Molly Gunn
Dakota Fanning - Laraine "Ray" Schleine
Marley Shelton - Ingrid
Donald Faison - Huey
Jesse Spencer - Neal Fox
Austin Pendleton - Mr. McConkey
Heather Locklear - Roma Schleine
Pell James - Julie
Wynter Kullman - Holly
Amy Korb - Kelli

## Vanjske poveznice
- Službena stranica
- Djevojke iz visokog društva u internetskoj bazi filmova IMDb-a